# 费迪南·希勒
费迪南德·希勒（德語：Ferdinand Hiller；1811年10月24日—1885年5月11日），德国作曲家。10岁就公开演出莫扎特的作品，后来成为胡梅尔的学生，并随他探望了临终的贝多芬。1828年他移居巴黎，希望靠创作歌剧出名，但失败了。回国后担任莱比锡格万特豪斯管弦乐团的指挥。1850年到科隆任宫廷乐长直到去世。希勒是一位性格外向的人，他与当时的许多作曲家都是好友，包括肖邦、舒曼、门德尔松、瓦格纳、魏.曼等。他的作品数量很多，但目前已很少演奏。

## 外部連結
- 费迪南·希勒的免费乐谱，由国际乐谱典藏计划提供